# Akenomyces costatus
Akenomyces costatus — вид грибів, що належить до монотипового роду  Akenomyces із нез'ясованим до кінця систематичним положенням.

## Поширення та середовище існування
Знайдений на корінні гнилої пшениці (Triticum) у Великій Британії.